# Diên Hồng, Gia Lai
Diên Hồng là một phường thuộc tỉnh Gia Lai, Việt Nam.

## Địa lý

### Vị trí
Trước khi thực hiện Nghị quyết số 1664/NQ-UBTVQH15, phường Diên Hồng trung tâm kinh tế Thương mại - Dịch vụ của thành phố Pleiku, là đầu mối giao thương quan trọng kết nối các địa phuong trong tỉnh và khu vực.
- Phía Nam giáp phường Ia Kring thành phố Pleiku
- Phía Bắc giáp phường Yên Đỗ và Tây Sơn thành phố Pleiku
- Phía Đông giáp phường Tây Sơn và phường Hội Thương thành phố Pleiku
- Phía Tây giáp xã Ia Der huyện Ia Grai.

Phường nằm ở độ cao khoảng 740m - 800m so với mực nước biển và có xu hướng thấp dần về phía Tây, hơn hẳn so với độ cao trung bình toàn cao nguyên Pleiku.

### Môi trường tự nhiên
Nhiệt độ trung bình năm từ 21 - 230C, mùa hè dịu mát, mùa đông lạnh và khô, khí hậu được chia làm hai mùa rõ rệt.

## Lịch sử
Trong thời kỳ Pháp thuộc, địa phường Diên Hồng thuộc xã Hội Thương. Ngày 23 tháng 8 năm 1945, chính quyền cách mạng lập liên xã “Trà - Phú - Thương” (bao gồm các xã Trà Bá, Hội Phú, Hội Thương).
Ngày 25 tháng 6 năm 1946, Pháp tái chiếm thị xã và giữ lại hai xã Hội Thương - Hội Phú làm địa bàn nội thị. Sau khi ký kết Hiệp định Giơnevơ, chính quyền Ngô Đình Diệm vẫn giữ xã nội thị này, trực thuộc quận Lệ Trung, nhưng thực tế lại do chính quyền tỉnh Pleiku điều hành.
Địa bàn Diên Hồng thời kỳ 1955 – 1960 chủ yếu là rừng rú. Từ năm 1960 về sau, nhân dân các vùng miền dần tụ hội về, nơi này vẫn là một phần của xã Hội Thương - Hội Phú và được gọi là ấp 3.
Sau năm 1975, Thị xã Pleiku lúc đầu còn thời kỳ quân quản, địa bàn phường Diên Hồng lúc đó được gọi là Vùng 3. Tháng 4 năm 1976, Ủy ban nhân dân cách mạng phường 3 sáp nhập cùng với Ủy ban nhân dân cách mạng phường 11 (phường Ia Kring) để thành lập phường Diên Hồng thuộc Thị xã Pleiku.
Ngày 17 tháng 8 năm 1981, thực hiện Quyết định số 30-HĐBT, xã Diên Phú được thành lập trên cơ sở điều chỉnh một phần diện tích tự nhiên và dân cư của phường Diên Hồng và phường Hội Phú.
Thực hiện Nghị định số 70/1999/NĐ-CP, ngày 11 tháng 8 năm 1999 của Chính phủ, Thị xã Pleiku được nâng cấp thành Thành phố Pleiku, phường Ia Kring được thành lập trên cơ sở 669,72 ha diện tích tự nhiên của phường Diên Hồng.
Sau hai lần chia tách và sáp nhập, đến cuối năm 2015, phường Diên Hồng có diện tích tự nhiên 144,56 ha, dân số 11.033 người với 13 tổ dân phố.
Tính đến ngày 1/7/2025, phường Diên Hồng có diện tích 1,66 km², dân số năm là 26.953 người, mật độ dân số đạt 16.236 người/km².
Theo Nghị quyết số 1664/NQ-UBTVQH15 năm 2025, giải thể thành phố Pleiku và hợp nhất toàn bộ diện tích tự nhiên và dân số của 3 phường: phường Yên Đỗ, Ia Kring, Diên Hồng và xã Diên Phú thành phường Diên Hồng.

## Hành chính
Sau Hiệp định Giơnevơ, dưới chính quyền của Ngô Đình Diệm, tổ chức hành chính dưới xã Hội Thương - Hội Phú có ấp. Dưới ấp có các khu phố, mỗi khu phố chia ra thành liên gia.
Trước tháng 4 năm 1976, phường Diên Hồng có các khối phố: 31, 32, 33, 34, 35 và khối phố 12 (thuộc phường Hoa Lư); sau tháng 4 năm 1976 thêm khối phố 36, 37.
Những năm 1976 - 1977, thực hiện Nghị quyết Đại hội Đảng bộ thị xã lần thứ I, hình thành các khu dân cư mới Ia Lu, Trà Đa, 17/3, Hà Tam, Hà Lòng, Lò Than, Vườn Mít... và một số khu nằm trong xã Gào.
Năm 1981, phường Diên Hồng có 07 khối phố ở nội thị và 01 điểm kinh tế mới ở Vườn Mít.
Trước khi thực hiện Nghị định số 70/1999/NĐ-CP, phường Diên Hồng có 18 tổ dân phố, sau khi chia tách, phường có 11 tổ dân phố cũ (gồn từ tổ dân phố 1 đến tổ dân phố 10) và nửa diện tích của tổ dân phố 15 (sau đổi tên thành tổ dân phố 19). Từ ngày 18 tháng 9 năm 2002, thực hiện Quyết định số 80/2002/QĐ-UB của Ủy ban nhân dân tỉnh Gia Lai, phường Diên Hồng chia tổ dân phố 19 thành tổ dân phố 11 và tổ dân phố 12. Tháng 4 năm 2005, tổ dân phố 13 được thành lập trên cơ sở một phần diện tích và dân cư tách ra từ tổ dân phố 11.
Nghị quyết số 137/NQ-HĐND ngày 06 tháng 12 năm 2018 của Hội đồng nhân dân tỉnh Gia Lai. Phường Diên Hồng tiến hành sáp nhập 09 tổ dân phố thành 3 tổ dân phố.

## Giáo dục
Địa bàn phường Diên Hồng có các trường: Trung học cơ sở Trưng Vương, trường Tiểu học Trần Quốc Toản, trường Mầm non Tuổi Thần Tiên.